# Rude boy
Rude Boy är en ungdomssubkultur som uppstod under tidigt 1960-tal i Jamaica.
Rude boys förknippades med de fattigare klasserna i Kingston, där ska och rocksteady var populära musikgenrer. De klädde sig enligt senaste mode i dansklubbar och på gatorna. Många av dessa ungdomar började klä sig i skarpa kostymer, tunna slipsar och pork pie- eller Trilby-hattar; med inspiration från amerikanska gangsterfilmer, jazzmusiker och soul-artister. Gatuvåld blev med tiden ett stående inslag i rude boy-livsstilen.